# Lemker Marsch
Die Lemker Marsch ist ein Naturschutzgebiet in der niedersächsischen Gemeinde Marklohe in der Samtgemeinde Weser-Aue und der Stadt Nienburg/Weser im Landkreis Nienburg/Weser.

## Allgemeines
Das Naturschutzgebiet mit dem Kennzeichen NSG HA 151 ist 172 Hektar groß. Es grenzt nach Norden, Osten und Süden an das Landschaftsschutzgebiet „Wesermarsch“. Das Gebiet steht seit dem 19. September 1991 unter Naturschutz. Es wird vom Nienburger Kreisverband des Naturschutzbundes Deutschland betreut. Zuständige untere Naturschutzbehörde ist der Landkreis Nienburg/Weser.

## Beschreibung
Das Naturschutzgebiet liegt zwischen Nienburg und Marklohe im Niederungsgebiet der Weser und reicht bis an den Geestrand bei Marklohe. Es stellt einen von zahlreichen Hecken gegliederten Grünlandkomplex unter Schutz. Die Hecken stellen für zahlreiche Tiere und Pflanzen einen wichtigen Rückzugsraum dar. Das Grünland, das zu einem großen Teil landwirtschaftlich genutzt wird, ist teilweise durch Flutmulden geprägt. Es wird regelmäßig überschwemmt und stellt so einen wichtigen Rückzugsraum für an temporäre Gewässer und zeitweise feuchtes Grünland gebundene Tiere und Pflanzen dar. 
Nach Norden und Westen grenzt das Naturschutzgebiet an die nur noch von Güterzügen genutzte Bahnstrecke Rahden–Nienburg, welche das Schutzgebiet für die Weserquerung auch durchquert, im Süden grenzt es an die hier gemeinsam verlaufenden Bundesstraßen 6 und 214.